# Lophospingus
Lophospingus är ett litet fågelsläkte i familjen tangaror inom ordningen tättingar. Släktet omfattar endast två arter som förekommer dels i Gran Chaco, dels i arid terräng i Anderna från sydöstra Bolivia till norra Argentina:
- Svarttofsad tangara (L. pusillus)
- Gråtofsad tangara (L. griseocristatus)